# Горно-Алтайский бальзам
Горно-Алтайский бальзам — тёмный бальзам с насыщенным вкусом. Производился совхоз-заводом «Подгорный» в городе Горно-Алтайске Республики Алтай с 1982 года. С 2016 года производителем бальзама является ООО «Нарине». Продаётся в аптеках как биологически активная добавка.

## История
Рецептура бальзама была разработана директором совхоза «Подгорный», ветераном Великой Отечественной войны, Александром Моисеевичем Пушкарёвым и его женой Полиной Игнатьевной при участии специалистов ВНИИ Пищевой биотехнологии, о чём в 1982 году им выдано авторское свидетельство №968066 на рецептуру бальзама.

## Состав
Бальзам содержит:
сок облепихи (Hippophae Rhamnoides Fruit Juice), морс черемухи (Fructus potum Prunus padus), сок яблочный (Malum Fruit Juice), порошок пантов марала (Pulveris cornibus arboreis Marala), экстракт из растительной смеси (Extractum ex materia mixtisque): орех кедровый (Semina Pinus sibirica), листья брусники (Vaccinium Vitis-Idaea Leaf), тополь черный (почки) [Populus nigra (gemma)], душица (Origanum vulgare), бадан (Bergenia), мята (Mentha), тысячелистник (Achillea Millefolium), кипрей (Epilobium), цветки календулы (Calendula Officinalis Flower), аир (Acorus), перец водяной (Persicaria hydropiper), лопух (Arctium), родиола розовая (Rhodiola rosea), мед натуральный (Mel naturalis);
— вспомогательные компоненты: сахарный сироп, консервант бензоат натрия (Е211).

## Употребление
Бальзам можно употреблять как в чистом виде, так и с чаем, кофе или в коктейлях.

## Форма выпуска
Горно-Алтайский бальзам выпускается в виде водного настоя (по 500 мл или 250 мл в стеклянных бутылках темного цвета, в картонной коробке 1 бутылка).